# Artur Korobowicz
Artur Sławomir Korobowicz (ur. 24 kwietnia 1938 w Kraśniku, zm. 21 czerwca 2017 w Lublinie) – profesor nauk prawnych, historyk prawa, nauczyciel akademicki Uniwersytetu Marii Curie-Skłodowskiej w Lublinie.

## Życiorys
Ukończył studia prawnicze na Wydziale Prawa i Administracji Uniwersytetu Marii Curie-Skłodowskiej w Lublinie w 1961. Stopień doktora nauk prawnych uzyskał w 1967 na podstawie rozprawy Stanowisko prawne obrządku greckounickiego w Królestwie Polskim, a stopień doktora habilitowanego – w 1976. W 1991 został profesorem nadzwyczajnym Uniwersytetu Marii Curie-Skłodowskiej w Lublinie, w 1996 profesorem tytularnym.
Dyrektor Instytutu Historii i Teorii Państwa i Prawa (w latach 1982–1987 i 1998–2008 roku) oraz kierownik Katedry Historii Państwa i Prawa (1978–2008). W latach 1978–1981 prodziekan Wydziału Prawa i Administracji UMCS. W latach 2001–2005 sędzia Trybunału Stanu. Był członkiem Komitetu Redakcyjnego „Czasopisma Prawno-Historycznego”.
Był członkiem PZPR od 1950 roku. W latach 1987–1990 pełnił funkcję Sekretarza Komitetu Wojewódzkiego PZPR w Lublinie.
26 czerwca 2017 po mszy św. w kościele akademickim KUL został pochowany na cmentarzu przy ul. Lipowej w Lublinie w części prawosławnej (kwatera C-1-1a).

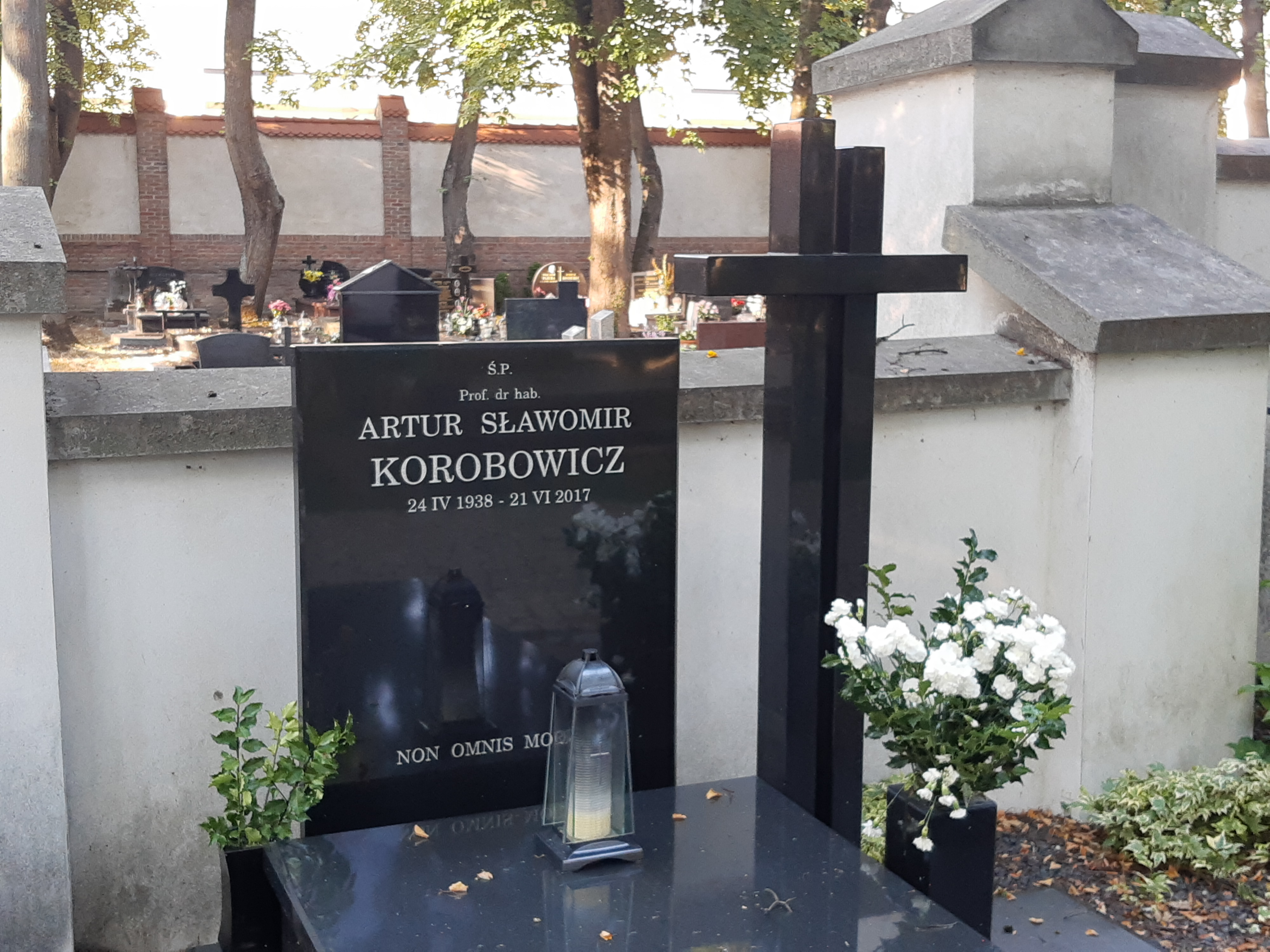
Grób prof. Artura Korobowicza na cmentarzu przy ulicy Lipowej

## Odznaczenia
Odznaczony Krzyżem Oficerskim (2002) i Krzyżem Kawalerskim Orderu Odrodzenia Polski, Srebrnym Krzyżem Zasługi i Medalem Komisji Edukacji Narodowej.

## Wybrane publikacje
- Reforma ustroju sądownictwa w Królestwie Polskim po 1863 r. Przygotowanie i treść, 1976.
- Sądownictwo Królestwa Polskiego 1876–1915, 1995.
- Ustrój i prawo na ziemiach polskich od rozbiorów do odzyskania niepodległości, 1994, 1996 (współautor: W. Witkowski).
- Zarys dziejów konstytucjonalizmu polskiego, 1996 (współautorzy: R. Mojak i W. Skrzydło).
- Historia ustroju i prawa polskiego 1772–1918, 1998, 2001, 2009, 2012 (współautor: W. Witkowski).